# Tar (software)
In informatica, tar è una famiglia di formati di file archivio non compressi e relativo software, usati per scopi di distribuzione o backup.
Il nome è una contrazione dell'inglese tape archive (lett. "archivio su nastro" in italiano), poiché erano stati inizialmente concepiti per la scrittura di dati su dispositivi di archiviazione a I/O sequenziale senza file system, come i nastri magnetici.
Per lo stesso motivo gli archivi gestiti da tar (denominati tarball) allegano ai file vari parametri ripresi dal file system, come nome, marche temporali, proprietario, permessi di accesso e organizzazione della directory.
Il programma tar è stato parte dello standard POSIX nelle edizioni 1998 e 2001, venendo successivamente abbandonato in favore di pax. Nonostante ciò tar rimane tuttora ampiamente in uso.

## Storia
Il programma tar è stato introdotto per la prima volta nella settima edizione di Unix nel gennaio 1979, rimpiazzando il programma tp (che a sua volta rimpiazzò tap).
Il formato tar venne fissato nello standard POSIX.1-1988 e successivamente in POSIX.1-2001, diventando un formato supportato dalla maggior parte dei moderni sistemi di archiviazione dei file.
In POSIX.1-2001 il comando tar venne abbandonato in favore del comando pax, che doveva prevedere il supporto per il formato ustar.
Ad oggi i sistemi operativi Unix-like usualmente includono strumenti per il supporto ai file tar, così come utilità comunemente utilizzate per comprimerli come xz, gzip e bzip2.
Il comando tar è stato inoltre portato sul sistema operativo IBM i.
BSD-tar è stato incluso in Microsoft Windows a partire da Windows 10 1607 (Aprile 2018),
e sono inoltre disponibili diversi strumenti di terze parti per leggere e scrivere i formati tar su Windows.

## Caratteristiche
Oltre a poter immagazzinare più file dentro un unico archivio (packing), tar permette di conservare diverse informazioni del file system, quali utente, gruppo e permessi, data e ora, e la struttura delle directory. Secondo la tradizione Unix "ogni programma, una sola funzione", tar non supporta direttamente la compressione dati.
Poiché tar è stato sviluppato in origine per l'uso con dispositivi ad accesso sequenziale, quali appunto le unità a nastro, le prestazioni per quanto riguarda l'estrazione di un singolo file non sono le migliori, dato che il software deve leggere l'intero archivio per localizzarlo. L'opzione -f indica il file da utilizzare per le operazioni di scrittura o rilettura dell'archivio. Comunemente, un file prodotto da tar viene denominato tarball.
tar è comunemente utilizzato in unione con un'utility esterna di compressione dati, ad esempio gzip, bzip2 o compress (non più in uso), dal momento che da solo non ha la capacità di comprimere i file. Si potrebbe pensare che ciò richieda più passaggi: di fatto non è così, poiché l'operatore pipe di Unix permette di combinare i due passaggi in un solo comando, utilizzando un'unica riga di comando. Inoltre, la versione GNU di tar supporta le opzioni a riga di comando -z (gzip), -j (bzip2), e -Z (compress), che abilitano la compressione per il file che viene creato.

## Formato
Una limitazione dei primi drive a nastro era che i dati potevano essere scritti solo in blocchi da 512 byte. Un file tar è la concatenazione di uno o più file, ognuno di essi preceduti da un'intestazione. Il file viene trascritto inalterato tranne la sua lunghezza: viene arrotondato ai multipli di 512 byte, lo spazio che avanza viene riempito con zeri (0x00). La fine del file viene contrassegnata con almeno due blocchi vuoti (quindi 1 KB).
L'intestazione viene codificata in ASCII per aumentare la portabilità dei file: spostare un file tar da una piattaforma con un certo sistema di ordinamento dei byte ad un'altra con diverso ordinamento creerebbe problemi.
Nella tabella seguente sono elencati i campi definiti dal formato tar originale. Quando un campo non viene usato è riempito con una serie di zero. L'intestazione è discostata con dei byte di zero per formare i blocchi da 512.
| Offset campo | Dimensione | Nome                                     |
| ------------ | ---------- | ---------------------------------------- |
| 0            | 100        | Nome del file                            |
| 100          | 8          | Modo file                                |
| 108          | 8          | ID utente proprietario                   |
| 116          | 8          | ID utente gruppo                         |
| 124          | 12         | Dimensione file in byte (in base ottale) |
| 136          | 12         | Data ultima modifica                     |
| 148          | 8          | Checksum del blocco intestazione         |
| 156          | 1          | Indicatore link                          |
| 157          | 100        | Nome del file collegato                  |